# 糸満市立西崎中学校
糸満市立西崎中学校（いとまんしりつ にしざきちゅうがっこう）は、沖縄県糸満市西崎町三丁目にある市立中学校。

## 沿革
- 昭和61年4月-開校

## 通学区域
西崎小学校指定通学区域、光洋小学校指定通学区域